# Ahn Jae-hong
Dans ce nom coréen, le nom de famille, Ahn, précède le nom personnel.
Ahn Jae-hong (coréen : 안재홍) est un acteur sud-coréen, né le 31 mars 1981 à Pusan.

## Filmographie

### Longs métrages
- 2011 : Boy (굿바이 보이) de Roh Hong-jin
- 2011 : Matins calmes à Séoul (북촌방향) de Hong Sang-soo : un étudiant
- 2012 : The Sunshine Boys (1999, 면회) de Kim Tae-gon : Seung-joon
- 2013 : Haewon et les hommes (누구의 딸도 아닌 해원) de Hong Sang-soo : un étudiant
- 2013 : The King of Jokgu (족구왕) de Woo Moon-gi : Hong Man-seop
- 2014 : Tazza: The Hidden Card (타짜: 신의 손) de Kang Hyeong-cheol : Woon-do
- 2014 : Miss The Train (미성년) de Lee Kyung-sub : Tae-shik
- 2014 : Red Carpet (레드카펫) de Park Beom-soo : Poong-cha
- 2015 : C'est si bon (쎄시봉) de Kim Hyeon-seok : Byeong-cheol
- 2015 : Twenty (스물) de Lee Byeong-heon : In-gook
- 2015 : Coin Locker Girl (차이나타운) de Han Jun-hee : le policier
- 2015 : The Sound of a Flower (도리화가) de Lee Jong-pil : Yong-bok
- 2016 : Queen of Walking (걷기왕) de Baek Seung-hwa : So Soon-yi (apparition exceptionnelle)
- 2016 : The Queen of Crime (범죄의 여왕) de Lee Yo-sup : un étudiant (caméo)
- 2016 : The Last Ride (위대한 소원) de Nam Dae-joong : Gap-deok
- 2016 : Familyhood (굿바이 싱글) de Kim Tae-gon : Deok-soo
- 2016 : Missing You (널 기다리며) de Mo Hong-jin : l’inspecteur Cha
- 2017 : Seule sur la plage la nuit (밤의 해변에서 혼자) de Hong Sang-soo : Seung-hee
- 2017 : Fabricated City (조작된 도시) de Park Kwang-hyun : la Démolition
- 2017 : The King's Case Note (임금님의 사건수첩) de Moon Hyun-sung : Yoon Yi-seo
- 2018 : Grass (풀잎들) de Hong Sang-soo : Hong-soo
- 2018 : Microhabitat (소공녀) de Jeon Go-woon : Han-sol
- 2019 : Miss & Mrs. Cops (걸캅스) de Jeong Da-won : le chef
- 2020 : Secret Zoo (해치지않아) de Son Jae-gon : Kang Tae-Soo
- 2020 : La Traque (사냥의 시간) de Yoon Sung-hyun : Jang-ho
- 2022 : High Five (하이파이브) de Kang Hyeong-cheol

### Courts métrages
- 2009 : A Perfect Sight
- 2010 : Chatter
- 2012 : Happy Birthday to Me : Jae-hong
- 2012 : Lemon Time : Wook
- 2017 : Ladies Of the Forest (산나물처녀) : Richard

### Séries télévisées
- 2014 : Prominent Woman (출중한 여자) : Ahn Jae-hong
- 2015-2016 : Reply 1988 (응답하라 1988) de Shin Won-ho : Kim Jeong-bong
- 2016 : Legend of the Blue Sea (푸른 바다의 전설) de Jin Hyuk et Park Seon-ho : Thomas
- 2017 : Fight for My Way (쌈 마이웨이) de Lee Na-jeong : Kim Joo-man
- 2019 : Be Melodramatic (멜로가 체질) de Lee Byeong-heon et Kim Hye-young : Son Bum-soo

### Web-séries
- 2016 : Youth Over Flowers (꽃보다 청춘) de Na Young-seok et Shin Hyo-jung
- 2016 : My Ear's Sweetheart / Candy In My Ears
- 2020 : Traveler (트래블러 (saison 2)

## Distinctions
| Année | Prix                                    | Categorie                                   | Titre             | Résultat   | Réf.  |
| ----- | --------------------------------------- | ------------------------------------------- | ----------------- | ---------- | ----- |
| 2012  | Festival international du film de Busan | DGK Award                                   | The Sunshine Boys | Lauréat    |       |
| 2014  | Grand Bell Awards                       | Meilleur nouvel acteur                      | The King of Jokgu | Nomination |       |
| 2014  | Blue Dragon Film Awards                 | Meilleur nouvel acteur                      | The King of Jokgu | Nomination |       |
| 2015  | Max Movie Awards                        | Meilleur acteur                             | The King of Jokgu | Nomination |       |
| 2015  | Wildflower Film Awards                  | Meilleur acteur                             | The King of Jokgu | Lauréat    | [ 1 ] |
| 2015  | Buil Film Awards                        | Meilleur nouvel acteur                      | The King of Jokgu | Nomination |       |
| 2015  | 15th Director's Cut Awards              | Meilleur nouvel acteur                      | The King of Jokgu | Lauréat    |       |
| 2016  | Baeksang Arts Awards                    | Meilleur nouvel acteur                      | Reply 1988        | Nomination |       |
| 2016  | Korea Drama Awards                      | Meilleur nouvel acteur                      | Reply 1988        | Nomination |       |
| 2016  | Korea Advertising Awards                | Top Advertising Model                       |                   | Lauréat    |       |
| 2017  | Korean Film Shining Star Awards         | Popularity Award                            | Fabricated City   | Lauréat    | [ 2 ] |
| 2017  | Korea Drama Awards                      | Meilleur acteur                             | Fight for My Way  | Nomination | [ 3 ] |
| 2017  | The Seoul Awards                        | Meilleur acteur dans un second rôle (Drama) | Fight for My Way  | Nomination | [ 4 ] |
| 2017  | KBS Drama Awards                        | Meilleur nouvel acteur                      | Fight for My Way  | Lauréat    |       |
| 2017  | KBS Drama Awards                        | Meilleur couple avec Song Ha-yoon           | Fight for My Way  | Nomination |       |
| 2018  | Baeksang Arts Awards                    | Meilleur acteur dans un second rôle (TV)    | Fight for My Way  | Nomination | [ 5 ] |